# UDP-glukuronatna 4-epimeraza
UDP-glukuronatna 4-epimeraza (EC 5.1.3.6, UDP glukuronska epimeraza, uridin difosfoglukuronska epimeraza, UDP-galakturonat 4-epimeraza, uridin difosfoglukuronatna epimeraza, UDP-D-galakturonsko kiselinska 4-epimeraza) je enzim sa sistematskim imenom UDP-glukuronat 4-epimeraza. Ovaj enzim katalizuje sledeću hemijsku reakciju
UDP-glukuronat {\displaystyle \rightleftharpoons } UDP--galakturonat

## Literatura
- Nicholas C. Price; Lewis Stevens (1999). Fundamentals of Enzymology: The Cell and Molecular Biology of Catalytic Proteins (Third изд.). USA: Oxford University Press. ISBN 019850229X.
- Eric J. Toone (2006). Advances in Enzymology and Related Areas of Molecular Biology, Protein Evolution (Volume 75 изд.). Wiley-Interscience. ISBN 0471205036.
- Branden C; Tooze J. Introduction to Protein Structure. New York, NY: Garland Publishing. ISBN 0-8153-2305-0.
- Irwin H. Segel. Enzyme Kinetics: Behavior and Analysis of Rapid Equilibrium and Steady-State Enzyme Systems (Book 44 изд.). Wiley Classics Library. ISBN 0471303097.

## Spoljašnje veze
- UDP-glucuronate+4-epimerase на 